# Kloster Santa Maria Altofonte
Kloster Santa Maria Altofonte war eine Zisterzienserabtei in Sizilien, Italien. Das nach einer nahegelegenen Quelle benannte Kloster lag rund 10 km südlich von Palermo in der gleichnamigen Metropolitanstadt in der jetzigen Gemeinde Altofonte an den Hängen der Moarda in 350 m Meereshöhe.

## Geschichte
Nachdem das Haus Anjou im Frieden von Caltabellotta 1302 zugunsten des Hauses Aragon auf Sizilien verzichtet hatte, entschloss sich Friedrich III., auf der Insel ein Zisterzienserkloster zu stiften. Als Ort wählte er den Parco Nuovo, wo sich bereits ein von König Roger II. errichteter Palast befand, der Palazzo Reale oder Palazzo del Parco genannt wurde. 
1307 wurde die Abtei unter dem Abt Gualtiero de Manna aus dem Kloster Santo Spirito in Palermo eingerichtet. Das Kloster erhielt auch den Wald von Partinico. Der Gründungskonvent kam aus Kloster Santes Creus im heutigen Katalonien, wo die Vorfahren von Friedrich III. begraben lagen. Die Abtei gehörte als Tochterkloster von Santes Creus der Filiation der Primarabtei Clairvaux an. Der Abt der schnell aufgeblühten Abtei wurde Baron des Königreichs und erhielt einen Sitz im Parlament. Um das Kloster bildete sich die Ortschaft Parco, die ihren Namen 1930 in Altofonte änderte. 1435 fiel die Abtei in Kommende. Kommendataräbte waren u. a. Ascanio Colonna, Scipione Caffarelli Borghese, der 1633 die Kirche neu aufführen ließ, und Francesco Maria de’ Medici. 1766 wurde das Kloster aufgelöst und die wenigen verbliebenen Mönche übersiedelten nach Kloster Santa Maria di Roccamadore bei Messina. Die Klosterkirche wurde zur Pfarrkirche und die übrigen Klostergebäude werden für kirchliche Zwecke genutzt.

## Anlage und Bauten
Es ist unklar, ob die von 1618 bis 1633 aufgeführte Kirche, eine barocke Saalkirche, eine frühere ersetzte, oder ob die Mönche bis dahin die kleine einschiffige, zum Palast von Roger II. gehörende Kapelle des heiligen Erzengels Michael benutzten.

## Galerie

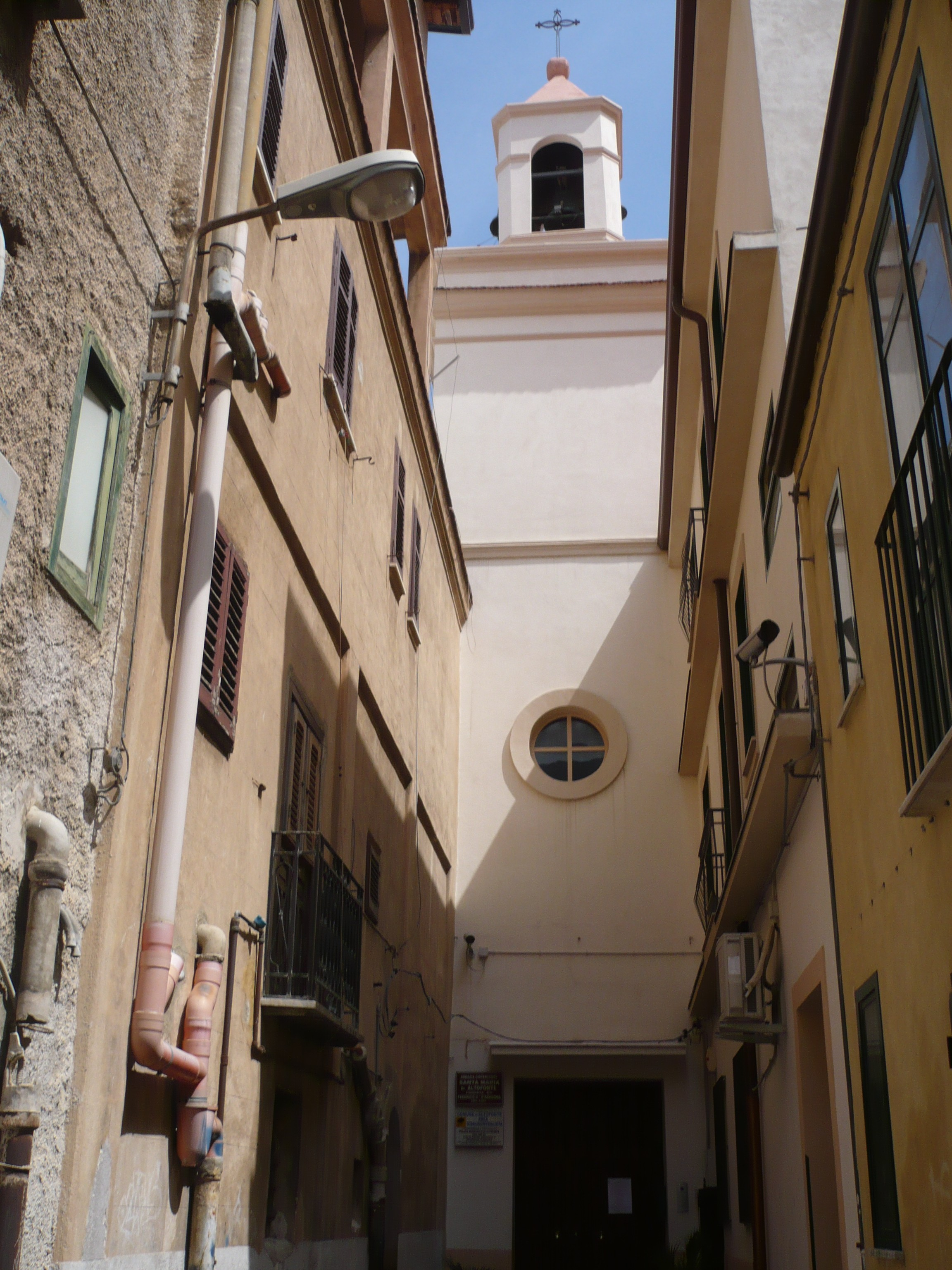
Eingang zum ehem. Kloster
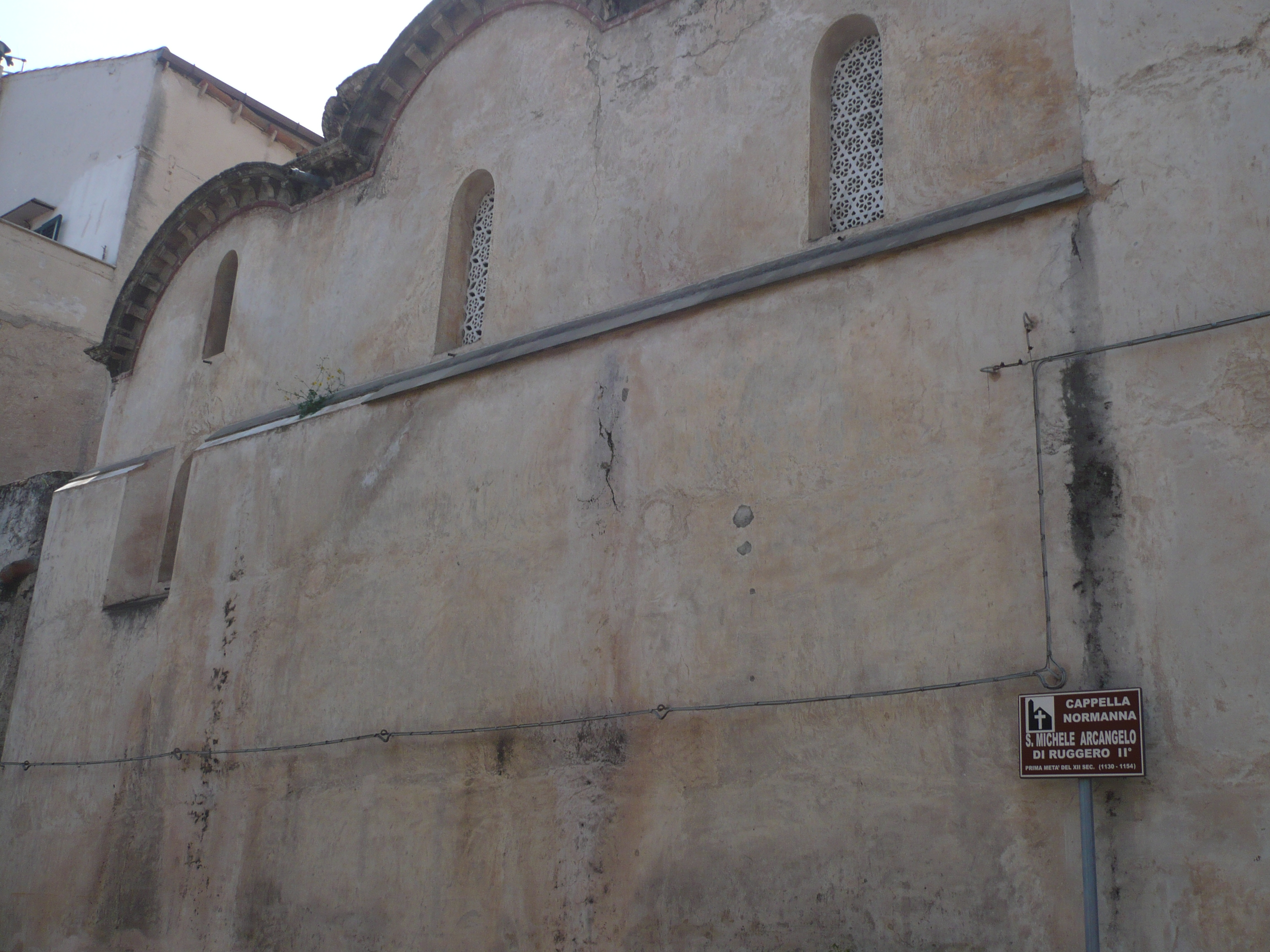
Kapelle des Normannenpalasts
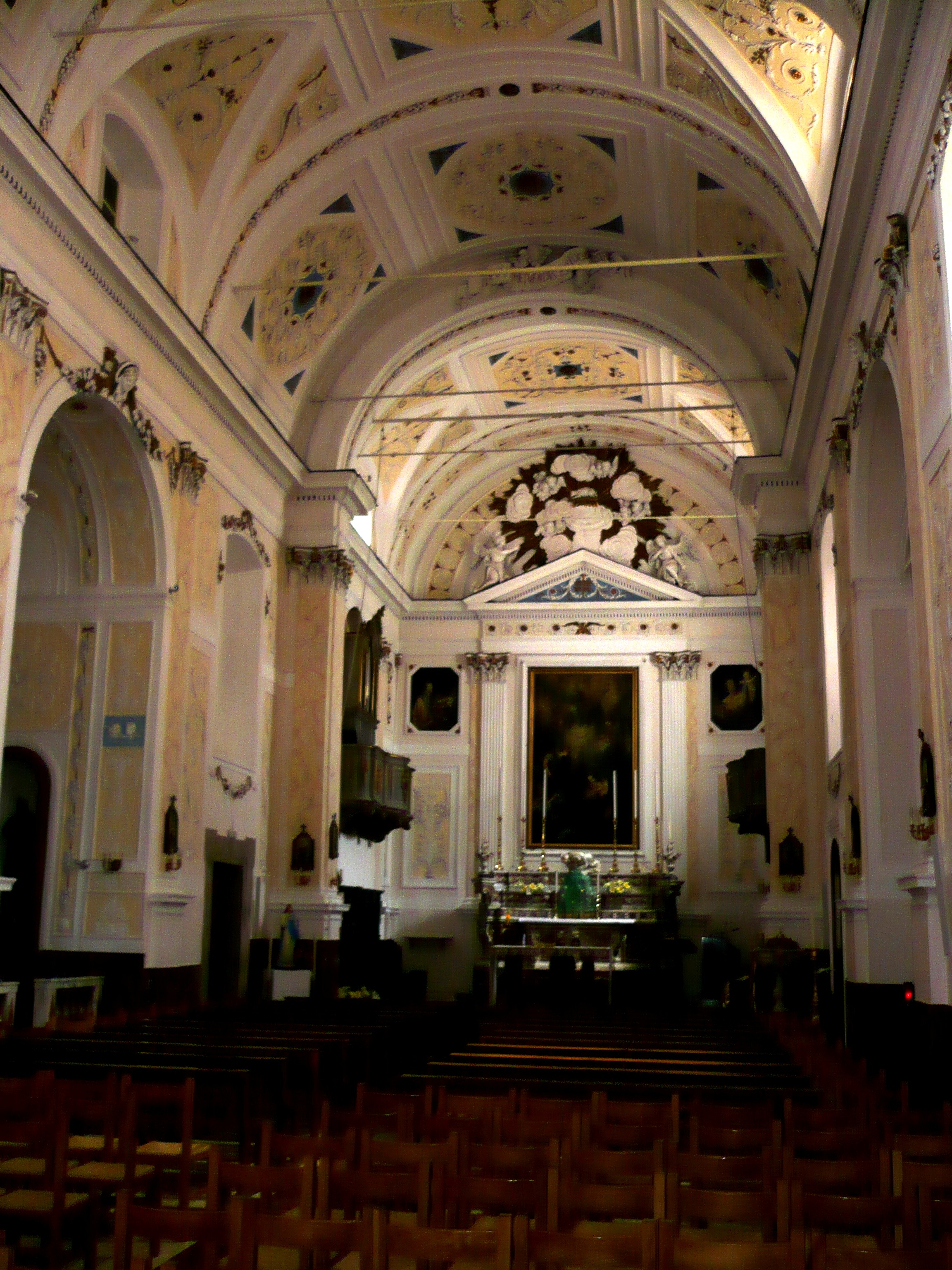
Ehem. Klosterkirche, Inneres